# Nikola Alberti Matulić
Nikola Alberti Matulić (Split, kraj 15. st. – Split, oko 1550.), hrvatski pjesnik iz patricijske obitelji Alberti.
Živio je u drugoj polovici 15. i na početku 16. stoljeća. Bio je gradski odvjetnik, bilježnik i egzaminator službenih spisa.
Pisao je na čakavskom narječju hrvatskog jezika. Sačuvane su mu samo pobožne pjesme. I. Kukuljević pretpostavlja da je Alberti Matulić kao mlađi pisao ljubavne pjesme.